# Wican
Wican, Wyszan, Wiczan, w starszej literaturze Wilczan (łac. Witzan, Wizzin, Widin, Witsidus, zm. 795, Hliuni) — obodrycki książę wielkoplemienny w ostatnich dziesięcioleciach VIII wieku. Być może jeden z twórców przymierza obodrycko-frankijskiego w 780. Następnie wierny sprzymierzeniec i wasal Karola Wielkiego.
Wzmiankowany po raz pierwszy w 789. W lecie tego roku wspomagał wraz ze swoim wojskiem Karola Wielkiego w wyprawie przeciwko Wieletom, których najazdy na ziemie obodryckie były najprawdopodobniej jej bezpośrednią przyczyną. Zamordowany przez Sasów (Nordalbingów) u przeprawy przez Łabę, kiedy podążał do punktu zbornego wojsk swego sojusznika Karola Wielkiego w Bardowicku, w celu wzięcia udziału w tłumieniu kolejnego saskiego powstania antyfrankijskiego.
Jego synami lub dalszymi krewnymi byli Drożko i Godelaib, książęta odobryccy.